# 후쿠오카 (영화)
《후쿠오카》는 2020년 대한민국의 드라마 영화이다. 장률이 감독과 각본을 맡았으며, 권해효, 윤제문, 박소담이 출연하였다.

## 줄거리
헌책방을 운영하는 제문은 단골손님 소담과 일본 후쿠오카로 떠난다. 그리고 두 사람은 후쿠오카에서 술집을 운영하는 제문의 대학 선배 해효를 방문한다.

## 캐스팅
- 권해효 : 해효 역
- 윤제문 : 제문 역
- 박소담 : 소담 역
- 야마모토 유키 : 유키 역
- 오세현 : 벙어리 역
- 조서 : 중국여인 역
- 이가우에 케이코 : 길안내여인 역
- 미야케 소이치 : 미야케우동사장 역
- 사카타 히로키 : 키즈클럽사장 역

## 같이 보기
- 2020년 대한민국의 영화 목록